# Пурпурная разноцветная сойка
Пурпурная разноцветная сойка (лат. Cyanocorax cyanomelas) — вид воробьиных птиц из семейства врановых. Подвидов не выделяют.

## Описание
Длина тела 37 см. Клюв чёрный.
Верхние части тела окрашены в тускло-фиолетовые тона.

## Ареал и места обитания
Пурпурная разноцветная сойка встречается в Аргентине, Боливии, Бразилии, Парагвае, Перу и Уругвае. Её природные места обитания: субтропические или тропические сухие леса, субтропические или тропические влажные низинные леса, а также остатки старых лесов.
Находки на полуострове Юкатан (Мексика) указывают на то, что ареал Cyanocorax cyanomelas позднем плейстоцене (более 12 тыс. лет назад) был гораздо больше или, возможно, более вытянут на север.

## Охранный статус
МСОП присвоил виду охранный статус LC.